# Adrián Czornomaz
Adrián Carlos Czornomaz (Avellaneda, Provincia de Buenos Aires, 30 de abril de 1968) es un exfutbolista y entrenador argentino. Jugó de delantero en varios equipos. Es el máximo goleador histórico de la Primera B Nacional, con 160 tantos. Tiene 258 goles en su haber.

## Trayectoria
Llegó a Argentino de Quilmes cuando tenía 6 años y se destacó como goleador en categorías inferiores (séptima, quinta y tercera división). Debutó en la temporada 1986/87 en este club quilmeño, que disputaba el torneo de Primera B.
Tras la breve experiencia en el ascenso, pasó a Independiente y formó parte del plantel ganó el título de la temporada 1988/89, en el que convirtió tres goles.
Luego, pasó al Cobreloa donde convirtió trece goles en la Copa Chile, transformándose en goleador de este torneo, junto a Aníbal González y Gerardo Reinoso. También entró en la historia del club chileno, al anotar más goles en un partido: 5 a Huachipato (5-1), en el Torneo Nacional de 1990
En 1991 llegó a San Lorenzo y debutó con la camiseta azulgrana contra Racing Club, convirtiendo el gol que más gritó en su vida
 (ya que es hincha de Independiente). Al año siguiente hizo la única incursión por un club europeo al pasar al Rapid Viena, donde fue dirigido por Hans Krankl y solamente jugó cuatro partidos.
En 1992 estuvo en Banfield, donde convirtió 5 goles en 8 partidos, y terminó consagrándose campeón de la temporada 1992/93 del Nacional B.
En 1993 pasó a jugar por última vez en la Primera División Argentina en Belgrano (Córdoba). Luego pasó a equipos del Nacional B: Quilmes, All Boys (26 goles) y Los Andes. En el equipo de Lomas de Zamora no solo se convirtió en goleador de la temporada 1995/96 del Nacional B, con veintiséis tantos, sino que tiene el récord (que lo comparte con Daniel "Tanque" Giménez) de goles en esta división al convertir cinco goles, contra Gimnasia y Tiro de Salta (6-2), en un mismo partido.
Tuvo una incursión por el fútbol peruano, jugando en Universitario y Sporting Cristal, que disputó la final de la Copa Libertadores 1997. A base de goles consiguió que comprara su pase Tigres de la U.A.N.L., pero jugó poco porque el equipo mexicano estaba excedido en el cupo de extranjeros y fue, nuevamente, a préstamo a Los Andes, en el campeonato 1997/98, donde convirtió 29 goles.
La temporada siguiente pasó a Atlético Tucumán y se convirtió en goleador del certamen con 26 tantos. Fue parte del plantel de la campaña de Quilmes 1999/00 que perdió tres finales de ascenso a Primera División, a pesar de sus 25 tantos. Luego pasó por Gimnasia y Esgrima (Jujuy), Tigre e Independiente Rivadavia (Mendoza), todos en Nacional B.
Participó con goles en Tristán Suárez (Primera B), Defensa y Justicia (Primera Nacional) y volvió al club que lo vio nacer, Argentino de Quilmes (Primera B). Su última temporada fue en Talleres de Remedios de Escalada. Jugó en cuatro categorías de Asociación del Fútbol Argentino (solo le faltó Primera D)
Luego de su retiro, comenzó la carrera de entrenador dirigiendo las divisiones menores (Cuarta División) de Quilmes. Siguió como ayudante de campo de Leonardo Madelón en Rosario Central para luego volver al cargo de entrenador de las divisiones inferiores en Quilmes.
En 2019 asume la dirección técnica de Talleres de Remedios de Escalada.
Desde el 2021 entrena a los delanteros de Estudiantes de La Plata formando parte del cuerpo técnico de Ricardo Zielinski.

## Clubes

### Como jugador
| Club                        | País      | Año       |
| --------------------------- | --------- | --------- |
| Argentino de Quilmes        | Argentina | 1986-1988 |
| Independiente               | Argentina | 1987-1989 |
| Cobreloa                    | Chile     | 1990-1991 |
| San Lorenzo                 | Argentina | 1991-1992 |
| Rapid Viena                 | Austria   | 1992      |
| Banfield                    | Argentina | 1992      |
| Belgrano                    | Argentina | 1993      |
| Quilmes                     | Argentina | 1993-1994 |
| All Boys                    | Argentina | 1994-1995 |
| Los Andes                   | Argentina | 1995-1996 |
| Universitario               | Perú      | 1996      |
| Sporting Cristal            | Perú      | 1997      |
| Tigres UANL                 | México    | 1997      |
| Los Andes                   | Argentina | 1998      |
| Atlético Tucumán            | Argentina | 1998-1999 |
| Quilmes                     | Argentina | 1999-2000 |
| Gimnasia y Esgrima de Jujuy | Argentina | 2000-2001 |
| Tigre                       | Argentina | 2001      |
| Independiente Rivadavia     | Argentina | 2002      |
| Tristán Suárez              | Argentina | 2002-2003 |
| Defensa y Justicia          | Argentina | 2003-2004 |
| Argentino de Quilmes        | Argentina | 2004-2005 |
| Talleres (RdE)              | Argentina | 2005-2006 |

### Como entrenador
| Club                                       | País      | Año  |
| ------------------------------------------ | --------- | ---- |
| Atlético Tucumán                           | Argentina | 2011 |
| Unión de Santa Fe (AC de Leonardo Madelón) | Argentina | 2014 |
| Fénix                                      | Argentina | 2018 |
| Talleres (RdE)                             | Argentina | 2019 |
| Argentino de Quilmes                       | Argentina | 2024 |

## Títulos

### Torneos nacionales
| Título           | Club          | País      | Año     |
| ---------------- | ------------- | --------- | ------- |
| Primera División | Independiente | Argentina | 1988-89 |
| Segunda División | Banfield      | Argentina | 1992-93 |

### Distinciones individuales
| Distinción                           | Año     |
| ------------------------------------ | ------- |
| Goleador de Copa Chile               | 1990    |
| Goleador de Primera B Nacional       | 1995/96 |
| Goleador de Primera División Peruana | 1996    |
| Goleador de Primera B Nacional       | 1998/99 |